# セブンティーン (バラエティ番組)
『セブンティーン』は、1962年12月20日から1963年10月31日まで日本テレビ系列局で放送されていた日本テレビ製作のバラエティ番組である。不二家の一社提供。全46回。放送時間は毎週木曜 19:00 - 19:30 （日本標準時）。
出演歌手たちがテレビドラマ仕立てのコントも行うという音楽番組の型を破った番組で、ハイティーンの女性層をターゲットにしていた。

## 出演者
- 森山加代子
- 飯田久彦
- 克美しげる
- 青山ミチ
- 仲宗根美樹
- 吉村実子
- 松村達雄
- ほか

## スタッフ
- 構成：前田武彦、大倉徹也
- 音楽：中村八大
- 演出：笈田光則